# Sericolea ridleyana
Sericolea ridleyana är en tvåhjärtbladig växtart som beskrevs av Schlechter. Sericolea ridleyana ingår i släktet Sericolea och familjen Elaeocarpaceae. Inga underarter finns listade i Catalogue of Life.